# Dokudów Pierwszy
Dokudów Pierwszy is een plaats in het Poolse district  Bialski, woiwodschap Lublin. De plaats maakt deel uit van de gemeente Biała Podlaska en telt 252 inwoners.